# ويليام تومسون (سياسي أمريكي)
ويليام تومسون (بالإنجليزية: William Thompson) هو محامي وضابط وسياسي أمريكي، ولد في 10 نوفمبر 1813 في مقاطعة فاييت في الولايات المتحدة، وتوفي في 6 أكتوبر 1897 في تاكوما في الولايات المتحدة. حزبياً، نشط في الحزب الديمقراطي. وقد انتخب عضو مجلس النواب الأمريكي.